# KIO (KDE)
In de informatica is KIO een onderdeel van de KDE-architectuur en biedt er een asynchroon bestandssysteem aan. KIO voorziet voor deze omgeving toegang tot bestanden, websites en andere bronnen via een enkele consistente API. Applicaties die dit framework gebruiken kunnen bewerkingen uitvoeren op bestanden die op niet-lokale servers staan op exact dezelfde manier als op lokaal opgeslagen bestanden.
KIO-slaves zijn programma's die de ondersteuning leveren voor specifieke protocollen die men wil ondersteunen.
De protocollenpagina in Kinfocenter toont een lijst met protocollen die beschikbaar zijn op de machine.